# Theo James
Theodore Peter James Kinnaird Taptiklis (sinh ngày 16 tháng 12 năm 1984), được biết đến với cái tên Theo James, là một nam diễn viên người Anh. Anh được biết đến với vai diễn Jed Harper trong phim Bedlam, Walter William Clark, Jr. trong phim hình sự Golden Boy và Tobias "Four" Eaton trong bộ phim chuyển thể từ tiểu thuyết giả tưởng của nhà văn Veronica Roth, Divergent.

## Tiểu sử và giáo dục
James được sinh ra tại Oxford, Oxfordshire, là con trai của Jane (née Martin) và Philip Taptiklis. Ông nội anh là người Hy Lạp (ông chuyển từ Peloponnese tới New Zealand để sinh sống). Các dòng họ khác của anh có cả người Anh và người Scotland. Là con út trong một nhà có năm đứa con, Theo có hai người anh và hai người chị ruột. Anh theo học tại Trường Ngữ pháp Aylesbury và học để lấy bằng triết học tại Đại học Nottingham. Anh được đào tạo tại Trường Điện ảnh Bristol Old Vic.

## Cuộc sống riêng
James đã hẹn hò với nữ diễn viên Ruth Kearney từ năm 2009.

## Danh sách phim tham gia

### Phim điện ảnh
| Năm  | Tên                                | Vai                   | Ghi chú |
| ---- | ---------------------------------- | --------------------- | ------- |
| 2010 | You Will Meet a Tall Dark Stranger | Ray                   |         |
| 2011 | The Inbetweeners Movie             | James                 |         |
| 2012 | Thế giới ngầm: Trỗi dậy            | David                 |         |
| 2012 | The Domino Effect                  | Khách dự Tiệc Bữa tối |         |
| 2014 | Dị biệt                            | Tobias "Four" Eaton   |         |
| 2015 | The Divergent Series: Insurgent    | Tobias "Four" Eaton   |         |
| 2015 | Franny                             | Luke                  |         |
| 2015 | London Fields                      | Guy Clinch            |         |
| 2015 | Underworld: Next Generation        | David                 |         |
| 2016 | The Divergent Series: Allegiant    | Tobias/Four           |         |
| 2015 | The Benefactor                     | Luke                  | [ 10 ]  |
| 2016 | War on Everyone                    | Lord James Mangan     |         |
| 2016 | The Divergent Series: Allegiant    | Tobias "Four" Eaton   |         |
| 2016 | Thế giới ngầm: Trận chiến đẫm máu  | David                 |         |
| 2016 | The Secret Scripture               | Father Gaunt          |         |
| 2018 | Backstabbing for Beginners         | Michael               |         |
| 2018 | Zoe                                | Ash                   |         |

### Phim truyền hình
| Năm  | Tên                | Vai                       | Ghi chú    |
| ---- | ------------------ | ------------------------- | ---------- |
| 2010 | A Passionate Woman | Alex "Craze" Crazenovski  |            |
| 2010 | Downton Abbey      | Kemal Pamuk               | 1 tập phim |
| 2011 | Bedlam             | Jed Harper                | 6 tập phim |
| 2012 | Case Sensitive     | Aidan Harper              | 2 tập phim |
| 2012 | Room at the Top    | Jack Wales                | 2 tập phim |
| 2013 | Golden Boy         | Walter William Clark, Jr. | Vai chính  |

## Giải thưởng và đề cử
| Năm  | Đề cử   | Giải thưởng                                                                         | Kết quả   |
| ---- | ------- | ----------------------------------------------------------------------------------- | --------- |
| 2014 | Dị biệt | Giải Sự lựa chọn của Giới trẻ cho Lựa chọn diễn viên điện ảnh: Hành động            | Đoạt giải |
| 2014 | Dị biệt | Giải Sự lựa chọn của Giới trẻ cho Lựa chọn ngôi sao điện ảnh đột phá                | Đề cử     |
| 2014 | Dị biệt | Giải Hollywood Thiếu niên cho Diễn viên yêu thích - Nam                             | Đề cử     |
| 2014 | Dị biệt | Giải Hollywood Thiếu niên cho Cặp đôi màn ảnh với Shailene Woodley                  | Đề cử     |
| 2015 | Dị biệt | Giải Sự lựa chọn của Công chúng cho Cặp đôi điện ảnh yêu thích với Shailene Woodley | Đoạt giải |